# Camera lui Marvin
Camera lui Marvin (în engleză Marvin's Room) este un film din 1996 bazat pe piesa cu același nume a lui Scott McPherson. Piesa, regizată de David Petrarca a fost adaptată de McPherson pentru ecran și regizată de Jerry Zaks. McPherson a murit de SIDA în 1992 la vârsta de 33 de ani.
Din distribuția filmului fac parte Meryl Streep, Leonardo DiCaprio, Diane Keaton, Robert De Niro, Hume Cronyn, Gwen Verdon, Hal Scardino și Dan Hedaya. Muzica filmului a fost realizată de Rachel Portman iar Carly Simon cântă piesa principală a peliculei "Two Little Sisters" alături de Meryl Streep, ca voce de fundal. 
De mai mulți ani destinul lui Lee este separat de cel al surorii mai mari Bessie. În timp ce Lee încearcă să-și refacă viața în Ohio, Bessie rămâne în casa familială pentru a avea grijă de tatăl lor, Marvin. Pentru Lee viața nu este ușoară. Singură, ea are probleme cu fiul cel mare, Hank, aflat într-un institut de reeducare. Dar când sora ei se îmbolnăvește, ea decide ca, după 20 de ani, împreună cu cei doi fii ai săi, să revină acasă. De ce s-au despărțit cele două surori în trecut și oare este posibilă acum reconcilierea? 
O nominalizare la Premiul Oscar 1997, pentru cea mai bună actriță în rol principal - Diane Keaton. 

## Distribuție
- Meryl Streep – Lee
- Leonardo DiCaprio – Hank
- Diane Keaton – Bessie
- Robert De Niro – Dr. Wally
- Hume Cronyn – Marvin
- Gwen Verdon – Ruth
- Hal Scardino – Charlie
- Dan Hedaya – Bob

## Nominalizări
- Premiul Oscar pentru cea mai bună actriță - Diane Keaton
- Premiul Globul de Aur pentru cea mai bună actriță (dramă) - Diane Keaton

## Legături externe
- Site web oficial
- Marvin's Room la Internet Movie Database
- Marvin's Room la Allmovie
- Marvin's Room la Rotten Tomatoes
- Marvin's Room la Box Office Mojo